# Corredor Metropolitano Guarulhos–São Paulo
O Corredor Metropolitano Guarulhos-São Paulo é um corredor de ônibus de 12,3 km de extensão, 3 terminais de ônibus e 19 estações de parada. Quando concluído, terá cerca de 20 km de extensão, 5 terminais e transportará aproximadamente 100 mil passageiros por dia.

## História
Os primeiros projetos de corredores de ônibus para Guarulhos surgiram na década de 1980, sendo elaborados pela EMTU, com o objetivo de ligar a linha azul do metrô a Guarulhos. No início da década de 2000, foi lançado o projeto TEU (Transporte Expresso Urbano), que prevê a ligação entre Tucuruvi, Vila Galvão, Vila Endres, Taboão e Aeroporto Internacional. Apesar de ter sido incluído no Plano Integrado de Transportes Urbanos (PITU), o projeto ficou anos paralisado por falta de recursos até ser dividido em 5 fases:
- Fase I – Taboão – CECAP
- Fase II CECAP – Vila Endres – Vila Galvão
- Fase III – Vila Endres- Penha (Tiquatira)
- Fase IV – Vila Galvão Tucuruvi
- Fase V- Taboão – São João

Atualmente apenas a Fase I foi concluída, enquanto que a Fase II está parcialmente concluída. A Fase III está paralisada por conta de discussões com a prefeitura de Guarulhos e as demais fases se encontram em projeto.